# Identità societaria
L'identità societaria (dall'inglese corporate identity) si riferisce all'immagine che un'azienda ha, o cerca di procurarsi, presso il pubblico; più raramente si utilizza questa espressione per riferirsi all'immagine dell'azienda presso i propri dipendenti, in modo da distinguersi dai concorrenti. 
Essa rappresenta la forma più profonda e spirituale del marchio. In essa si identifica il core dell'azienda, ossia il nucleo (core identity), il quale generato dai valori dei suoi fondatori, dà origine alla visione e alla missione aziendale.
L'identità societaria è costituita da due aree ben definite: 
- il core, il quale è fisso e immutabile, universalmente accettato all'interno dell'azienda e che di fatto genera il suo scopo (core business);
- l'extended core, direttamente dipendente dal core, ma in relazione con il mondo di riferimento, con il quale si confronta e relaziona, mutando con esso, pur rimanendo fedele al suo core.

Padre di questo concetto è stato il designer tedesco, trasferitosi negli Stati Uniti d'America, Will Burtin.